# Stege (Møn)

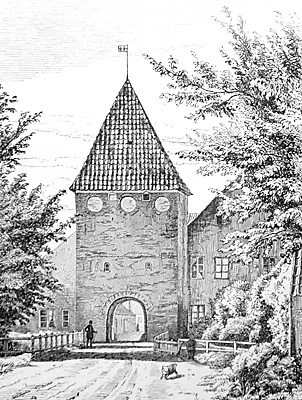
Mølleporten in einer alten Zeichnung

Stege [steə] ist der Hauptort der dänischen Insel Møn und hat 3765 Einwohner (Stand 1. Januar 2023). Stege Sogn, der Sprengel der Stadtkirche, ist eines der drei Kirchspiele auf Møn.
Die dreischiffige St. Hans Kirke geht auf einen romanischen Bau aus dem 12. Jahrhundert zurück. 1460–1525 wurde sie im gotischen Stil erweitert. Interessant sind die Fresken im Chor der Kirche. 
Haupteinkaufsstraße der Stadt ist die Storegade (deutsch „Große Straße“). 
Dienstags im Juli und am ersten Dienstag im August (2013 zum vierzigsten Mal) findet der Dienstagsmarkt (dänisch Tirsdags Marked) statt, der teilweise unter dem Namen „Stege Festival“ vermarktet wird.
Die Stadt ist an den Radweg Berlin-Kopenhagen und an die europäische EuroVelo Radroute 7 angeschlossen.

## Geschichte
Ursprung der Stadt war die vom dänischen König Waldemar I. 1175 errichtete Burg Stegehus. 
Von der ehemaligen Stadtbefestigung ist heute nur noch das Mühlentor (Mølleporten) am nördlichen Ausgang der Stadt erhalten. Der Graben neben dem Tor war mit Wasser gefüllt. 1268 erhielt Stege die Stadtrechte.
Am Ende des Mittelalters wurde Stege wohlhabend durch den Heringsfang in der Ostsee um Møn, der fast ein Drittel des gesamten dänischen Bedarfs lieferte. 
1510 und 1522 wurde Stege von Lübeck angegriffen, konnte aber dank seiner Stadtbefestigungsanlagen nicht eingenommen werden.

## Söhne und Töchter
- Michael von Bille (1769–1845), dänisch-norwegischer und preußischer Marineoffizier
- Albert Gottschalk (1866–1906), dänischer Maler
- Christen Thomsen Barfoed (1815–1889), dänischer Chemiker
- Jørgen Bojsen-Møller (* 1954), Segler, Weltmeister und Olympiasieger